# 4282 Endate
4282 Endate (1987 UQ1) là một tiểu hành tinh vành đai chính được phát hiện ngày 28 tháng 10 năm 1987 bởi Seiji Ueda và Hiroshi Kaneda ở Kushiro.